# Liste der argentinischen Botschafter in Griechenland

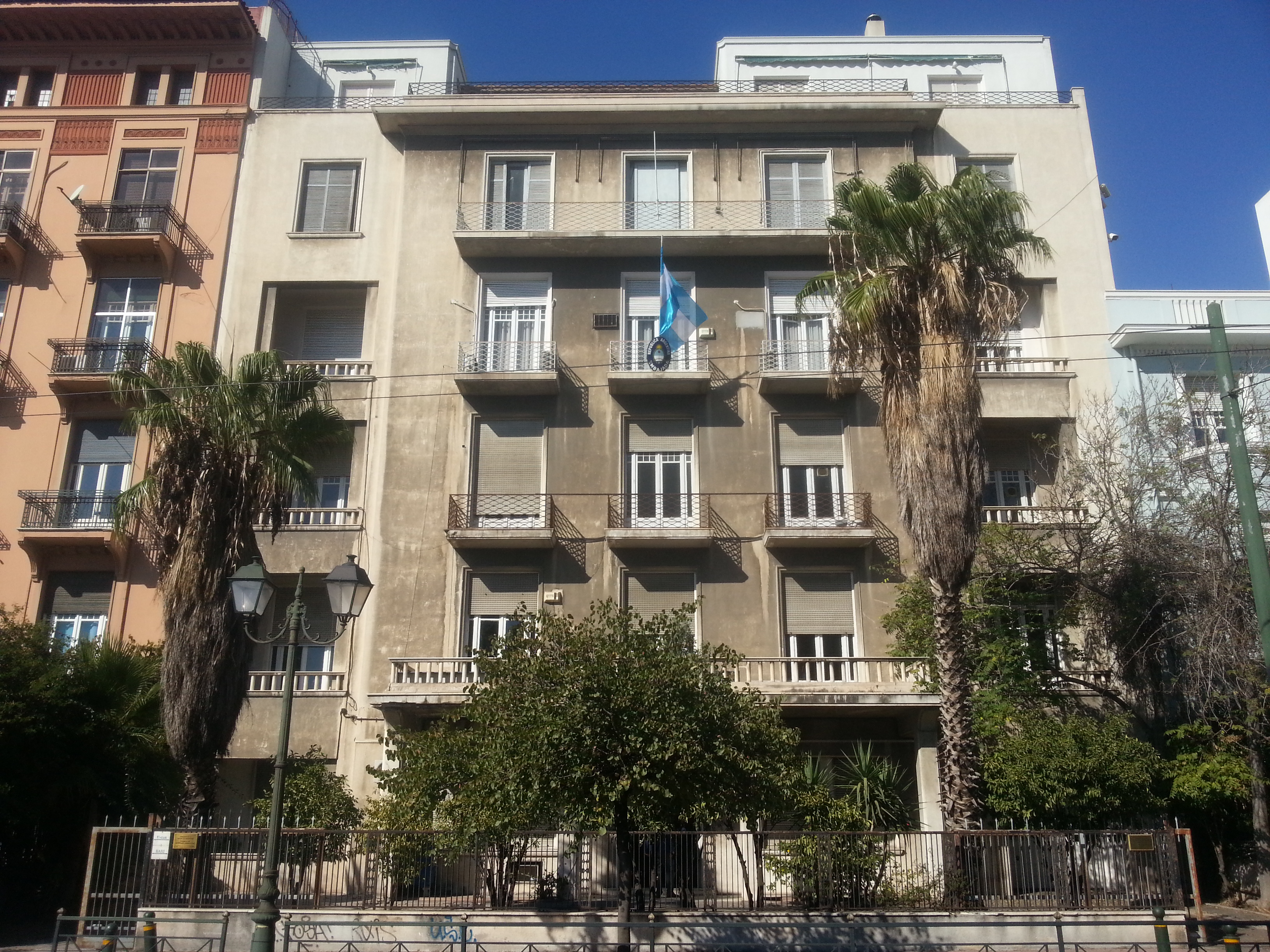
Die Botschaft befindet sich in der Vasilissis Sofias 59 Athen.

| Ernannt / Akkreditiert | Botschafter                   | Bemerkungen | ernannt von                    | akkreditiert während der Regierung von | Posten verlassen |
| ---------------------- | ----------------------------- | --- | ------------------------------ | -------------------------------------- | ---------------- |
| 16. Nov. 1928          | Alberto M. Candioti           | Geschäftsträger Generalkonsul in Athen | Hipólito Yrigoyen              | Pavlos Koundouriotis                   |                  |
| 30. Apr. 1929          | Alberto M. Candioti           | zusätzlich zum außerordentlichen Gesandten und Ministre plénipotentiaire in Belgrad ernannt | Hipólito Yrigoyen              | Alexandros Zaimis                      |                  |
| 10. Apr. 1935          | Ricardo Olivera               | zum außerordentlichen Gesandter und Ministre plénipotentiaire in Athen, Belgrad, Sofia und Bukarest ernannt. | Agustín Pedro Justo            | Georg II.                              |                  |
| 31. Juli 1935          | Enrique J. Amata              | | Agustín Pedro Justo            | Georg II.                              |                  |
| 30. März 1938          | Adolfó J. de Urquiza          | Sitz Athen Geschäftsträger | Roberto María Ortiz            | Georg II.                              |                  |
| 1. März 1939           | Pablo Santos Muñoz            | | Roberto María Ortiz            | Georg II.                              |                  |
| 7. Sep. 1939           | Pablo Santos Muñoz            | zum außerordentlichen Gesandten und Ministre plénipotentiaire in Athen und Ankara ernannt, übte die Ämter nicht aus. | Roberto María Ortiz            | Georg II.                              |                  |
| 11. Feb. 1939          | Pablo Santos Muñoz            | Sitz in Bukarest, am 7. August 1939 zum außerordentlichen Gesandten und Ministre plénipotentiaire in Athen ernannt, wo er nicht ankam. | Roberto María Ortiz            | Georg II.                              |                  |
| 5. Nov. 1940           | Carlos Brebbia                | zum außerordentlichen Gesandten und Ministre plénipotentiaire ernannt, trat das Amt nicht an, sondern blieb in Bern. | Roberto María Ortiz            | Georg II.                              |                  |
| 25. Nov. 1941          | Ricardo Juan Siri             | Geschäftsträger der Gesandtschaft in Athen, Sitz in London. (* 8. Oktober 1905 in Rosario (Santa Fe)) Sohn von Juana Torellinund Juan Siri | Roberto María Ortiz            | Georg II.                              |                  |
| 17. Apr. 1945          | Dardo Corvalán Mendilaharzu   | auch für Ankara ernannt, von 20. Juli bis September 1948 in Athen akkreditiert (* 7. Mai 1888 in Entre Rios; † 1959) Sohn von Esilda Mendilaharsu und Vicente Corvalán, heiratete María Emilia Gigena studierte an der Universidad de Buenos Aires Corvalán Mendilaharsu, Dardo, Anwalt, Historiker mit María Emilia Gigena verheiratet; Kinder — Dardo, María Emilia, Martha Beatriz, Vicente Guillermo. Karriere: Geschichtsprofessor, Escuela Normal de Profesores de Buenos Aires; 1930 Generalkonsul in Paris, 1930; Profesor der lit. Historie, Escuela Industrial Domingo Faustino Sarmiento | Edelmiro Julián Farrell        | Georg II.                              | 1946             |
| Sep. 1948              | Ernesto Julio Diehl           | Geschäftsträger | Juan Perón                     | Paul                                   |                  |
| 1968                   | Ricardo A. Adad               | Geschäftsträger | Juan Carlos Onganía            | Georgios Zoitakis                      |                  |
| 1968                   | Jorge Lavalle Cobo            | | Juan Carlos Onganía            | Georgios Zoitakis                      | 1969             |
| Juli 1974              | José María Rosa               | [ 3 ] | Isabel Martínez de Perón       | Michail Stasinopoulos                  | Juni 1976        |
| 1982                   | Edgar Joaquín Flores Gomez    | Geschäftsträger, 1994:Generalkonsul in Mexico | Alfredo Saint Jean             | Konstantinos Karamanlis                |                  |
| 1985                   | Hipólito Jesús Paz            | | Raúl Alfonsín                  | Christos Sartzetakis                   | 8. Juli 1989     |
| 1994                   | Jorge Humberto De Belaustegui | | Carlos Menem                   | Konstantinos Karamanlis                | 1996             |
| 1997                   | Francisco Bullrich            | | Carlos Menem                   | Konstantinos Stefanopoulos             | 10. Dez. 1999    |
| 10. Dez. 1999          | Marcelo Raúl Sebaste          | Geschäftsträger, 2012: Botschafter in Port-au-Prince | Fernando de la Rúa             | Konstantinos Stefanopoulos             | 2000             |
| 2000                   | Jorge Humberto De Belaustegui | | Fernando de la Rúa             | Konstantinos Stefanopoulos             | 2003             |
| 18. März 2002          | Raúl Alberto Ricardes         | Botschafter in Kopenhagen | Eduardo Duhalde                | Konstantinos Stefanopoulos             | 2007             |
| Nov. 2013              | Jorge Alejandro Mastropietro  | | Cristina Fernández de Kirchner | Karolos Papoulias                      |                  |